# 五角环肋螺
五角环肋螺（学名：Plectotropis pentagonostoma）是柄眼目扁蜗牛科環肋螺屬的一种。

## 分佈
主要分布于中国大陆，常栖息在阴暗潮湿、多腐殖质的环境。